# Tyyne Järvi
Tyyne Järvi (née le 4 février 1891 à Nikolainkaupunki et morte le 4 avril 1929 à Lapinjärvi) est une nageuse finlandaise ayant participé aux Jeux olympiques de 1912 à Stockholm.
En 1911, elle remporte le titre finlandais sur 100 mètres nage libre en 1 min 43 s. Elle est alors avec sa compatriote Regina Kari sélectionnée pour participer aux Jeux olympiques de 1912 à Stockholm, les deux premières sportives finlandaises à participer aux Jeux. Engagée sur le 100 mètres nage libre, elle est éliminée en série, finissant à la 5e place de sa course, avec un temps de 1 min 42 s 4,.